# Poecilobothrus bigotii
Poecilobothrus bigotii är en tvåvingeart som beskrevs av Josef Mik 1883. Poecilobothrus bigotii ingår i släktet Poecilobothrus och familjen styltflugor.
Artens utbredningsområde är Frankrike. Inga underarter finns listade i Catalogue of Life.